# Thaumatowithius aberrans
Espèce
Thaumatowithius aberrans est une espèce de pseudoscorpions de la famille des Withiidae.

## Distribution
Cette espèce est endémique de La Réunion.

## Publication originale
- Mahnert, 1975 : Pseudoskorpione der Insel Réunion und von T.F.A.I. (Djibouti). Revue Suisse de Zoologie, vol. 82, no 3, p. 539-561 (texte intégral).